# Aleksandr Aleksandrovič Novikov
Aleksandr Aleksandrovič Novikov (Nerechta, 19 novembre 1900 – Mosca, 3 dicembre 1976) è stato un generale sovietico, Maresciallo comandante della Voenno-vozdušnye sily (VVS), l'aeronautica militare sovietica, durante il periodo della Seconda guerra mondiale. Fu lodato per aver "trainato la forza aerea rossa dai giorni bui alla ribalta del presente" e per essere un "maestro di potere aereo tattico".
Novikov fu impegnato in tutti gli sforzi della forza aerea sovietica durante la seconda guerra mondiale, e fu all'avanguardia degli sviluppi di comando, di controllo e delle tecniche di combattimento aereo.
Dopo la guerra, fu arrestato per ordine del Politburo sovietico e fu forzato a confessare dal capo del Commissariato del popolo per gli affari interni (NKVD) Lavrentij Berija il coinvolgimento del maresciallo Georgij Žukov in una cospirazione. Novikov fu infine imprigionato fino alla morte di Stalin nel 1953, in seguito divenne insegnante di avionica e scrittore fino alla sua morte.